# 685 pr. n. št.

## Rojstva
- Asurbanipal, asirski kralj, († 627 pr. n. št.)

## Smrti
- Argišti II., kralj Urartuja (* ni znano)